# Myriopteris parryi
Myriopteris parryi är en kantbräkenväxtart som först beskrevs av Daniel Cady Eaton, och fick sitt nu gällande namn av Grusz och Windham. Myriopteris parryi ingår i släktet Myriopteris och familjen Pteridaceae. Inga underarter finns listade.